# Ludwig Pieper
Die Ludwig Pieper GmbH & Co. KG betreibt ein traditionsreiches Kaufhaus mit Sitz im saarländischen Saarlouis.

## Geschichte
Im Jahr 1885 gründete der Klempnermeister Ludwig Pieper zusammen mit seiner Frau Johanna ein Handelsunternehmen. Neben dem stationären Vertrieb in Saarlouis wurden zunächst auch Märkte in der Umgebung besucht. 1898 kaufte das Ehepaar ein Eckhaus am Großen Markt in Saarlouis. Dort befindet sich seitdem, nach wiederholten Um- und Ausbauten, der Sitz des Unternehmens. Im Laufe der Zeit kamen zum Stammhaus weitere Geschäfte in Saarlouis hinzu: eine Buchhandlung in der historischen Kommandantur sowie ein Sporthaus. Das Unternehmen befindet sich in vierter Generation im Familienbesitz. Zur Belieferung der hauseigenen Feinkostabteilung betreibt es eine eigene Metzgerei und eine eigene Konditorei.

## Bilanzkennzahlen
Im Geschäftsjahr 2015 machte das Unternehmen einen Umsatz von 41 Mio. EUR. Es wurden 375 Personen beschäftigt. Die aktuelle Verkaufsfläche beträgt 12.500 Quadratmeter.